# 1 Decembrie (okręg Ilfov)
1 Decembrie – wieś w Rumunii, w okręgu Ilfov, w gminie 1 Decembrie. W 2011 roku liczyła 7817 mieszkańców.